# Chamonix NG Cars
Chamonix NG Cars es un fabricante de automóviles brasileño con sede en la ciudad de São Paulo.

## Historia
Hasta el año 2011, la empresa era conocida como Chamonix Indústria e Comércio y estaba ubicada en el municipio de Jarinu. La "NG" en el nombre de la compañía significa "Nueva Generación". Fue fundada en 1987 por Milton Masteguin, anteriormente vinculado con la empresa Puma Cars como constructor de vehículos de carrera, y el ingeniero automotriz estadounidense Chuck Beck.
La empresa se centra en la creación de réplicas en fibra de vidrio de los coches Porsche de la década de 1950 con la tecnología actual de Volkswagen. En la actualidad exporta a varios países del mundo y dispone de kits de carrocería.
Su producción comenzó con el modelo Spyder 550 y siguió en 1991 con el Super 90 Cabriolet. En 1993 y 1995 fueron comercializados los modelos Speedster y Spyder 550S respectivamente. La compañía también estuvo involucrada en proyectos de compañías como Autolatina, Fiat, Lada y más recientemente en el desarrollo del Lobini, un coche deportivo brasileño.